# 9491 Thooft
Tiểu hành tinh 9491 Thooftđược đặt tên theo tên của người đoạt giải Nobel vật lý học năm 1999 Gerardus 't Hooft.